# God bostad

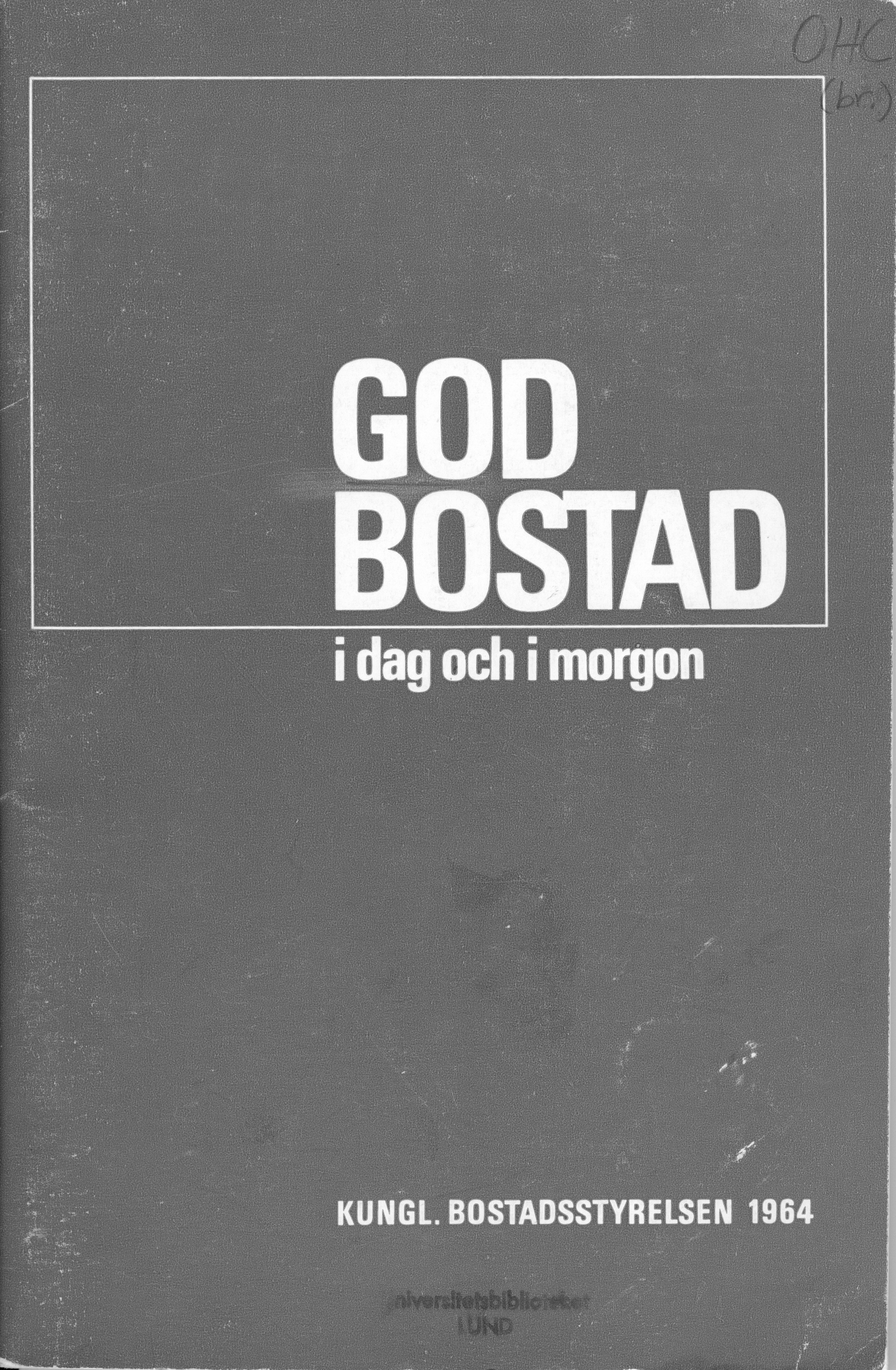
God Bostad 1964.

God bostad var en normsamling som utgavs av Bostadsstyrelsen och utkom första gången 1954. Normsamlingen kompletterades och utgavs flera gånger, den senaste i slutet av 1970-talet. Att följa God bostad var även en förutsättning att få förmånliga statliga bostadslån.
Bakom God bostad låg den samlade erfarenheten genom omfattande funktionsstudier som flera organisationer sedan 1930-talet hade formulerat i syfte att få fram en bostad med goda proportioner, vackra rum som var lätta att möblera och att städa, goda rumssamband och praktiska och funktionella hygien- och köksutrymmen. Bland dessa organisationer fanns Hemmets forskningsinstitut, Svenska Slöjdföreningen, Svenska Arkitekters Riksförbund, HSB och Svenska Riksbyggen. 
I skriften gavs en lång rad konkreta förslag för hur en ”bra bostad” bör planeras. Här fanns minimimått för både enskilda rum och för exempelvis diskbänkens och arbetsytans längd i köket. Minsta antal garderobskåp var exakt föreskriven. Så skulle exempelvis en bostad om tre rum och kök innehålla minst sex garderobskåp (samtliga 60 cm breda), ett av dem skulle finnas i hallen. Alternativet var en klädkammare med viss garderobsstångs längd. 
Det fanns även skriften ”God bostad i småhus” som  visade tekniskt och ekonomiskt noga genomarbetade typritningar, försedda med kompletta materialspecifikationer. Kritikerna framförde att detaljstyrningen var förmyndarmässig och hämmade arkitekternas kreativitet. Sedan 1988 är det Boverkets byggregler (BBR) som upprättar krav och råd gällande bland annat utformning, bärförmåga, brand, hygien, buller, säkerhet och energihushållning i samband med ny- och ombyggnad.